# حلقة كشطية
التآكل الحلقي يعرف أيضا باسم حلقة الكشط أو حافة الكشط وهي عبارة عن حلقة ضيقة من الجلد الممتد الذي يحيط بجروح المقذوفات مثل الجروح الناتجة من الطلق الناري. يرتبط هذا النوع من الجروح بالعادة مع نوع أخر من الجروح الذي يسمى الجروح الداخلية والتي تعني الجروح الناتجة من دخول أو اختراق ميكانيكي لمقذوف ما إلى الجلد. ينتج التأكل الحلقي نتيجة التمدد المفرط للجلد المحيط بمنطقة اختراق المقذوف مثل أي تآكل أخر في الجلد سيتعرض للجفاف بسبب قحط الطبقة الخارجية وانهيار وجفاف طبقات الجلد الداخلية، لذلك يصبح من السهل تمييزها مع الوقت، هنالك أسلحة متعددة تتسبب بمثل هذا النوع من الجروح في الجلد منها البنادق والطلق الناري.
عادة تتواجد جروح حلقة التآكل مع الكدمة الحلقية الناتجة من تلف في الأوعية الدموية القريبة من الجلد المتضرر نتيجة لقوة هيدروستاتيكية المصاحبة لدخول الطلق الناري، جروح التآكل الحلقي من الممكن ان يصاحب منطقة خروج الطلق الناري في ظروف معينة، مثال على ذلك إذا تم سحق الجلد بين الرصاصة الخارجة وجسم صلب في موقع خروج الرصاصة، وظرف آخر ممكن ان يسبب تآكل في موقع خروج الرصاصة وهو خروجها بأقصى زاوية. عند عمل الفحص الدقيق للجرح سيظهر علامات لحواف مقلوبة إلى الخارج وهذا ما يميز جروح الخروج للطلقة النارية. عادة ما تؤدي المقذوفات المتعددة التي تؤثر بالجلد بمقربة من بعضها البعض (كما هو الحال في انفجار بندقية من مسافة قريبة) إلى إنتاج حلقة تآكل على الرغم من عدم انتظام الجرح على الأغلب.

## العوامل والخصائص

### مسح الرصاص
في حالات الجروح الناتجة من الطلق الناري فإن سبائك الرصاص أو الرصاص المتسخ سيؤدي إلى ظهور ما يعرف بظاهرة مسح الرصاص، الذي يشكل حلقة من الرواسب الدهنية تعرف باسم الشحوم أو الأوساخ التي سوف تلتصق بسطح الجلد، بشكل عام تحتوي هذه الرواسب على الرصاص من المقذوف أو من النفط داخل برميل السلاح ولكنها قد تكون ببساطة متسخة. وقد أظهرت الدراسات باستخدام التصوير الفوتوغرافي عالي السرعة أن ظاهرة مسح الرصاصة تحدث فقط من رأس الرصاصة بدلا من الجسم لأن الجلد يتراجع بعيدا عن الرصاصة عندما تخترقه بسبب قوة الدخول.
يمكن أن تؤثر زاوية مسار الرصاصة في النقطة التي تخترق الجلد على شكل التأكل الحلقي. هذا الأمر يمكن الأطباء الشرعيون من تحديد زاوية الدخول التقريبية والذي سيفيدهم في التحقيقات المتعلقة بضحايا جرح الطلقات النارية، حيث يكون دليل اصل الطلقة النارية ضروريا لتحديد ما إذا كان الموت بسبب جاني أو انتحار أو موتا عرضيا. بشكل عام إذا كانت الرصاصة تصطدم بزاوية متعامدة على سطح الجلد فإن حلقة التأكل ستكون متناظرة أو متحدة المركز ومستديرة الشكل. مع انخفاض الزاوية بين المسار وسطح الجلد تصبح حلقة التآكل أكثر تشوها وغالبا يكون عند نقطة دخول الطلق، ويكون له شكل شبه القمر أو نصف القمر مع عرض واسع يشير إلى اتجاه الطلقات النارية. يحدث هذا بسبب ملامسة الرصاصة الخارجية وكشطها على سطح الجلد لمسافة معينة قبل اختراق الجلد.

### شكل الرصاصة وسرعتها
يؤثر شكل الرصاصة على حجم حلقة التآكل ز فالرصاص عالي السرعة الذي يملك اطراف مدببة أو ضيقة مثل طلقات البنادق والرصاص المعدني، أقل احتمالا لإنتاج لحلقة التآكل مقارنة بالرصاص المدني ذا السرعة المنخفضة وشبه المغلقة، مثل الرصاصات التي تطلق من المسدسات.
إذا كان الجرح ناتجا عن رصاص من بندقية عالي السرعة فعلى الأغلب ستكون حلقة التآكل اصغر ولكن سيكون هنالك تمزقات صغيرة على منطقة الدخول، ذلك لأن الجلد غير قادر على التمدد بسرعة كافية إذا كانت سرعة الرصاصة عالية جدا. إذا كان الجرح عند الجزء العظمي من الجسم مثل جرح الرأس في فروة الرأس فقد لا يكون حلقة التآكل على شكل مستدير على الإطلاق وانما ستكون على الأغلب على شكل نجمة مع حواف خشنة ممزقة بسبب تمدد الجلد المفرط والتمزق، في هذا الحالة من جرح الجمجمة قد يتمزق الجلد الذي يتضمن حلقة التآكل.

### تشوهات الجرح
عند عنهاية نطاق تأثير الرصاصة ستميل إلى فقدان الاستقرار المحوري وستبدأ في الانحراف، هذا يعني أنها قد تؤثر على الجلد حتى لو مرت من الجانب، وقد يكون الجرح مشوقا أو غير منتظم الشكل أو حتلا يشبه الشق بحيث لا يشبه جرح المدخل التقليدي، في هذا الحالة يمكن أن تكون هنالك قطعة قد تآكلت. كذلك يمكن أن يحدث جروح مشوهة بسبب الرصاصة إذا أصابت جسما وسيطا (أي جزء آخر من جسم الضحية نفسه في ما يعرف باسم الجرح العائد) قبل اختراق سطح الجلد. رغم ذلك فإن الفحص الدقيق للجرح قد يظهر حواف الجرح المقلوبة وعلامات حلقة التآكل ذات الشكل غير المنتظم المميزة للجروح الداخلة.